# Ястшембец
Ястше́мбец (пол. Jastrzębiec, Boleszczyc, Bolesty, Kudbrzyn, Kaniowa, Lazanki) — польский дворянский герб, впервые упоминаемый в 1319 году и включающий 1108 родов, некоторые из них занесены в Общий гербовник дворянских родов Российской империи.

## Описание герба

#### Описание герба по графу Э. А. Куропатницкому, 1789 год
Герб Ястшембец. В лазоревом щите («голубом поле») подкова золотая выступом вниз, в ней небольшой крест. Над шлемом и короной ястреб с расправленными к взлёту крыльями, повёрнутый направо, на ногах две оковы, в когтях правой ноги вынужденный держать подкову с крестом. Старинный герб в Польше: 950 год (Мешко I), (у) Болеслава (I) Храброго добавлен крест.

#### Описания герба и его вариаций, 1853 год
В Гербовнике дворянских родов Царства Польского имеются одиннадцать гербов данного имени:
1. Герб Ястшембец: в голубом поле золотая подкова шипами вверх. В середине её золотой кавалерский крест. В навершие шлема ястреб на взлёте, вправо, со звонком на левой ноге, держащий в когтях правой ноги подобную. как в щите подкову с крестом.
2. Герб Ястшембец II: в щите те же изображения, что и в первообразном гербе Ястшембец. В навершие шлема подобный же ястреб, но стоящий на золотом кавалерском кресте.
3. Герб Ястшембец III: над подковой золотая шестиконечная звезда. Навершие шлема, как в первообразном гербе Ястшембец.
4. Герб Ястшембец IV: над подковою два золотые звонка, рядом. Навершие шлема, как в первообразном гербе Ястшембец.
5. Герб Ястшембец V: в середине подковы два серебряные, один над другим, кавалерские креста. В навершие шлема ястреб на взлёте вправо, держащий подкову с двумя крестами, как в щите.
6. Герб Ястшембец VI: на ребре золотой подковы, шипами вниз обращённой, серебряный кавалерский крест. У шипов две серебряные стрелы, правая железком вниз, а левая железком вверх, оба наискось к бокам щита. В навершие шлема ястреб на взлёте, вправо, с золотою подковою в клюве.
7. Герб Ястшембец VII: золотая подкова шипами вниз. В середине подковы кавалерский крест, а на ребре её серебряный полуторный крест, на котором нога в броне, согнутая в колене и ступнёй к левому углу щита обращённая. Навершие шлема, как в первообразном гербе Ястшембец.
8. Герб Ястшембец VIII: в середине подковы стрела с раздвоенными перьями, железком вверх. В навершие шлема ястреб, вправо, держащий в когтях правой ноги подкову со стрелою, подобную, как в щите.
9. Герб Ястшембец IX: в подкове, как в щите, так и в навершие шлема, две стрелы накрест, железком вверх.
10. Герб Ястшембец X: в овальном щите с дворянской короной, в сером поле, серебряная подкова, шипами вверх. В середине подковы чёрный крест. В навершие ястреб на взлёте, вправо, держащий в когтях правой ноги подкову с крестом подобную, как в щите.
11. Герб Ястшембец XI: в щите те же изображения, что и в первообразном гербе Ястшембец. В навершие шлема ястреб на взлёте, вправо, с золотым перстнем в клюве и со звонком на левой ноге.

#### Описание герба по А. Б. Лакиеру, 1855 год
В голубом поле золотая подкова, обращённая шипами вверх, в середине её серебряный крест, а над шлемом и короною смотрящий вправо ястреб, с привязанными к лапе бубенчиками, держит такую же подкову. Иногда та же подкова полагается на груди орла, и герб удерживает то же название Ястшембец. Таков герб кн. Полубинских и Лукомских (в Литве).

## Легендарная история герба
Начало этой эмблемы, согласно легенде, относится к царствованию Болеслава Храброго.
О происхождении герба существует такая легенда (по Б. Папроцкому). В одном из набегов язычников (около 999 года) была захвачена Лысая гора, названная позже горой Святого Креста. Гора превратилась в прекрасно защищённую крепость благодаря тому, что её крутые ледяные склоны стали непреодолимы для конницы. Язычники, зная свою неуязвимость, и видя некоторую растерянность противника, надменно посмеивались над польскими воинами, приглашая на поединок за Христа любого из них.
Вызов принял рыцарь Ястшембчик, «впечатлённый верой и славой Божьей». Он, как утверждает автор, придумал подковы на конские копыта, подковал своего боевого коня и благодаря этому изобретению сумел преодолеть неприступные склоны горы, сошёлся в поединке с высокомерным силачом-язычником и… захватил его в плен. А затем доставил незадачливого противника королю Болеславу Храброму. Тем самым рыцарь Ястшембчик подал пример другим воинам польской кавалерии, которые, подковав своих коней, стремительно преодолели скользкую гору и выбили врага. Победа была полной. В награду за свой героический поступок рыцарь получил от короля изменения в гербе. На его щит добавилась подкова с крестом, а на шлем был помещён ястреб.
Польско-прусский граф Куропатницкий, ссылаясь на государственные акты XVIII века, относит появление герба к правлению отца Болеслава Храброго — Мешко I, а первое изменение (появление креста на щите) — уже к Болеславу (см. выше).
С легендой не соглашается К. Несецкий, но при этом подчеркивает, что все историки соглашаются с тем, что этот род древний и процветал в Польше ещё во времена языческих монархов.

## Используют
Абрагамовичи (Abrahamowicz), Абрамовичи (Abramowicz), Абрамовские (Abramowski), Адамчевские (Adamczewski), Адамовские (Adamowski, Jadamowski), Адамские (Adamski), Айдукевичи (Ajdukiewicz), Акрейц (Akreyc), Альбиновские (Albinowski), Анасинские (Anasinski), Андржейконис (Andrzejkonis), Аркушевские (Arkuszewski), Балинские (Balinski), Балутовичи (Balutowicz), Бандзиславские (Bandzislawski), Бантовские (Bantowski), Банты (Banty), Барацевичи (Baracewicz), Барановские (Baranowski), Баранские (Baranski), Барщ (Barszcz), Барташевичи (Bartashevich), Бартошевские (Bartoszewski), Базалевичи (Bazalewicz), Бонклевские (Baklewski), Бонские (Baski), Бендзиславские (Bedzislawski), Бекерские (Bekierski, Bekierski z Kosiorek), Бельдовские (Beldowski, Beldowski na Beldowie), Бельковские (Belkowski), Белдовские (Beldowski), Белковские (Belkowski), Белжецкие (Belzecki), Бернатовичи (Bernatowicz), Беские (Beski), Бейковские (Beykowski, Biejkowski, Bieykowski), Бенские (Beski, Baski), Бялоблоцкие (Bialoblocki), Бяловейские (Bialowiejski, Bialowieski), Белянские (Bielanski), Белявские (Bielawski), Белёвские (Bielewski), Белковские (Bielkowski), Берчинские (Bierczynski), Бержинские (Bierzynski), Бетковские (Bietkowski), Билявские (Bilawski), Биленские (Bilenski), Бисевские (Bisiowski), Битковские (Bitkowski), Бниковские (Bnikowski), Бнинские (Bninski), Бобовские (Bobowski), графы и дворяне Бобровские (Bobrowski), Богдашевские (Bogdaszewski), Богуславские (Boguslawski), Болеста (Bolesta), Болеши (Bolesz), Бонецкие (Boniecki), Борхарты (Borchart), Бордзяковские (Bordziakowski), Борейко (Borejko, Boreyko), бароны и дворяне Боровские (Borowski), Боршовичи (Borszowicz), Борута (Boruta), Боржиновские (Borzynowski), Боссовские (Bossowski), Божидловские, Бродецкие (Brodecki), Бродовские (Brodowski), Бромирские (Bromirski), Бруховские (Bruchowski), Брудковские (Brudkowski), Брудницкие (Brudnicki), Брюль (Bruehl), Брыковские (Brykowski), Бржехвы (Brzechwa, Brzechffa z Wrzacy), Бржеские (Brzeski), Бржезицкие (Brzezicki, Brzezicki Mierz), Бржозовские (Brzozowski), Бржуханские (Brzuchanski), Буховские (Buchowski), Будкевичи (Budkiewicz), Будко (Budko), Будковские (Budkowski), Будные (Budny), Буйко (Bujko), Букевичи (Bukiewicz), Буковские (Bukowski), Бурские (Burski, von Burski dit Habicht), Буткевичи (Butkiewicz), Буйковские (Buykowski), Буженские (Buzenski), Былецкие (Bylecki), Бышевские (Byszewski, Byszewski z Drozdowa), Бытынские (Bytynski), Черниковские (Церниковские, Cernikowski, Czernikowski), Хабицкие (Chabicki), Хабельские (Chabielski), Хамские (Chamski), Харбицкие (Charbicki), Харченко, Хелмицкие (Chelmicki), Хелстовские (Chelstowski), Хелтовские (Cheltowski), Хиленские (Chilenski), Хилевские (Chilewski, Chilowski), Хмелецкие (Chmielecki), Хме(и)ле(о)вские (Chmielewski, Chmielowski), Хохолевские (Chocholewski), Хохол (Chochol), Ходкевичи (Chodkiewicz), Ходовские (Chodowski), Хорчевские (Chorczewski), Хорощо (Choroszczo), Хоржевские (Chorzewski), Хощевские (Choszczewski, Chozczewski), Храпевские (Chrapiewski), Хромские (Chromski), Хростовские (Chrostowski), Хржонстовские (Chrzastowski), Худковские (Chudkowski), Хвалибовские (Chwalibowski), Хведковичи (Chwedkowicz), Хыбские (Chybski), Хылевские (Chylewski), Хылинские (Chylinski), Цеклинские (Cieklinski), Цесельские (Ciesielski), Цесевские (Ciesiewski), Цешеевские (Cieszejowski), Цешевские (Cieszewski), Цешинские (Cieszynski), Циолковские (Цёлковские, Ciolkowski), Церомские (Cioromski), Цисовские (Cisowski), Цишевские (Ciszewski), Цудзиновские (Cudzinowski), Цвержицкие (Cwierzycki), Чайки (Czajka, Czayka), Чайковские (Czajkowski, Czaykowski), Чапевские (Czapiewski), Чарномские (Czarnomski), Чеповские (Czepowski), Чернявские (Czerniawski), Черницкие (Czernicki), Чесейко (Czesiejko, Czesieyko), Ческие (Czeski), Чешовские (Czeszowski), Чежовские (Czezowski), Чишевские (Cziszewski), Чижовские (Czyzowski), Дамианские (Damianski), Домбровские (Dabrowski), Дембовские (Debowski), Добецкие (Dobiecki), Добковские (Dobkowski), Добрские (Dobrski), Добржинские (Dobrzynski), Домарадские (Домародские, Domaradzki), Домашевские (Domaszewski), Домашины (Domaszyn), Домнины (Domnin), Доранские (Doranski), Драминские (Draminski), Дронговские (Dragowski), Дроховские (Drochowski, Drohowski), Дроздовичи (Drozdowicz), Дроздовские (Drozdowski), Дупржские (Duprzski), Дзячковские (Dziaczkowski), Дзянковские (Dziankowski), Дзерожинские (Dzierozynski), Дзержанские (Dzierzanski), Дзержговские (Dzierzgowski), Дзержковские (Dzierzkowski), Дзевановские (Dziewanoski, Dziewanowski), Дзембаковские (Dziebakowski), Дзенцельские (Dziecielski), Дзенгелевские (Dziegielewski, Dziegieloski, Dziegielowski), Дзирвановские (Dzirwanowski), Эрлицкие (Erlicki), Эзофовичи (Ezofowicz), Фабецкие (Fabeck, Fabecki), Фаленцкие (Falencki, Falecki), Фальковичи (Falkowicz), Фишер (Fiszer), Фрикач (Frykacz), Галевские (Galowski), Гашинские (Gaszynski), Гавковские (Gawkowski), Гавронские (Gawronski), Гембарт (Gembart, Gembarth),Герасимовы (Gerasimov), Гералтовские (Geraltowski, Gieraltoski, Gieraltowski), Гершевские (Gerszewski), Гибовские (Gibowski), Глещинские, Глиндзичи, Глиницкие (Glinicki), Глинские (Glinski), Глищинские (Gliszczynski, Glizczynski), Глодзинские (Glodzinski), Глочинские (Gloczynski), Глосковские (Gloskowski), Глуховские (Gluchowski), Годовские (Godowski), Годзишевские (Godziszewski), Голянские (Golanski, Golaski), Голаские (Голавские, Golaski, Golawski), Голоцкие (Golocki), Голуские (Goluski), Гомолка (Gomolka), Горчицкие (Gorczycki), Горчинские (Gorczynski), Горецкие (Гурецкие, Gorecki), Горжицкие (Gorzycki), Горжинские (Gorzynski), Госевские (Gosiewski), Гонские (Gonski), Гославские (Goslawski), Гостковские (Gostkowski), Гостынские (Gostynski), Гошицкие (Goszycki), Гурские (Gorski), Грабковские (Grabkowski), Грабовские (Grabowski), Грамповские (Grampowski), Гразимовские (Grazimoski, Grazimowski), Гребецкие (Грембецкие, Grebecki), графы Грембские (Гржембские, Grembski, Grzembski), Гродецкие (Grodecki), Гроностайские (Gronostajski), Грудницкие (Grudnicki), Гржебские (Grzebski), Гржегоржевичи (Grzegorzewicz), Гржегоржевские (Grzegorzewski), Гржембские (Grzembski, Grzebski), Грживенские (Grzywienski), Грживинские (Grzywinski), Гузинские (Гузовские, Guzinski, Guzowski), Габихты (Habicht), Гацкевичи (Hackiewicz), Герман (Herman), Германовские (Hermanoski, Hermanowski, Hermanovski, Germanovski), Глинские (Hlinski), Гоголевские (Hoholewski), Григоревичи (Hryhorewicz), Гунявские (Huniawski), Идзковские (Idzkowski), Иванские (Iwanski), Ивонские (Iwonski), Войцех Ябца архиепископ Гнезненский (Jabca), Ячевские (Jaczewski), Ячинские (Jaczynski), Ягоцинские (Jagocinski), Яковские (Jakowski), Якуцевичи (Jakucewicz), Янчевские (Janczewski), Яниковские (Janikowski), Янишевские (Janiszewski), Янковские (Jankowski), Яновские (Janowski, Janowski na Janowie), Яроцинские (Jarocinski), Ясенские (Jasienski), Ясинские (Jasinski), бароны и дворяне Ястржембец де Боровские (fhr. Iastrzebiec de Borowski, Jastrzembiec de B.), Ястржембецкие (Jastrzebecki), Ястржембовские (Jastrzebowski), Ястржембские (Ястршембские, Jastrzebski), Ясликовские (Jaslikowski), Яшевские (Jaszewski), Ендржеевские (Jendrzejowski, Jedrzejewski, Jedrzejowski), Евско (Jewsko), Ежевские (Jezewski), Ежовские (Jezowski), Йодловицкие (Jodlowicki), Йодловницкие (Jodlownicki), Йодловские (Jodlowski), Юлковские (Julkowski), Юрковские (Jurkowski), Качинские (Kaczynski), Каменские (Kamienski), Каминские (Kaminski), Капица (Kapica), Карасовские (Karasowski), Кардолинские (Kardolinski), Карские (Karski), графы и дворяне Карсницкие (Karsnicki, Karsnicki z Karsnic), Каршницкие (Karsznicki), Карвацкие (Karwacki), Кашевские (Kaszewski), Кавечинские (Kawieczynski), Казницкие (Kaznicki), Казновские (Kaznowski), Кемпские (Kempski, Kepski), Киборштовичи, Киборт (Kibortt), Келбовские (Kielbowski), Керкилло (Kierkillo), Керские (Kierski), Кержковские (Kierzkowski), Киверские (Kiwerski), Клямборовские (Klamborowski), Клембовские (Klembowski, Klebowski), Клембановские (Klebanowski), Климашевские (Klimaszewski), Клишевские (Kliszewski), Ключовские (Kluczowski), Клюшевские (Kluszewski), Коцюбинские (Kociubinski), Кочанские (Koczanski), Кочовские (Koczowski), Конарские (Konarski), Конопницкие (Konopnicki, Konopnicki z Kroczowa), Копанские (Kopanski), Коперни (Koperni), Копеши (Kopeszy), Королевичи, Косиловские (Kosilowski), Косцень (Koscien), Космачевские (Kosmaczewski), Косновы (Kosnow), Косновичи (Kosnowicz), Костка (Kostka), Кошловские (Koszlowski), Косцельские (Koscielski), Ковалевские (Kowalewski), графы и дворяне Козебродские (Koziebrodzki, Koziebrozki, Koziobrocki), Козловские (Kozlowski), Красницкие (Krasnicki), Красовские (Krasowski), Крассовские-Несторовичи (Krassowski), Красуцкие (Krasucki, Krasuski), Крашевские (Kraszewski), Крашевские-Дзешко, Кремпские (Krepski), Крошевские (Kroszewski), Кржченские (Krzczenski), Кршесимовские (Krzesimowski), Кржиковские (Krzykowski), Крживанские (Krzywanski), Ксенжские (Ksiazki), Кухарские (Kucharski), графы и дворяне Кучковские (Kuczkowski), Кучук (Kuczuk), Кудбрины (Kudbrym, Kudbryn), Кудултовские (Kudultowski), Кукавские (Куковские, Kukawski, Kukowski), Куль (Kul), Кулеши (Kulesza), Куропатва (Kuropatwa), КУзьмицкие (Kuzmicki), Квятковские (Kwiatkowski), Ляховские (Lachowski), Лявданские (Lawdanski), Лязанские (Lazanski), Лемницкие (Lemnicki), Ленартовичи, Лесинские (Lesinski), Лещинские (Leszczynski), Льгоцкие (Lgocki), Лиговские (Ligowski), Липовские (Lipowski), Любичи (Lubicz), Любовидские (Lubowidzki), Лютомирские (Lutomirski), Лагевницкие (Lagiewnicki), Ласенские (Lasienski), Лавцевичи (Lawcewicz), Лазанские (Lazanski), Лазицкие (Lazicki), Лазенские (Lazienski), Лентковские (Letkowski), Лободские (Lobodzki), князья Лукомские (Lukomski), Луковичи (Lukowicz), Луковские (Lukowski), Лужанские (Luzanski),Лысаковские (Lysakowski), Мазуркевичи (Mazurkewichi) ,Максимовичи (Maksymowichi), Махчинские (Machczynski), Мацеевские (Maciejowski, Maciciowski), Мацкевичи (Mackiewicz), Майер (Majer, Mayer), Маевские (Majewski), Макомаские (Makomaski, Makomeski), Маковские (Makowski), Мальчинские (Malczynski), Малечинские (Maleczynski), Малевские (Malewski, Malowski), Малиновские (Malinowski), Малоклецкие (Maloklecki), Малюские (Малуские, Maluski), Малжицкие (Malzycki), Маньковицкие (Mankowicki), Маньковские (Mankowski), Марковские (Markowski), Маршевские (Marszewski, Marzewski), Масковские (Maskowski), Машковские (Maszkowski), Матчинские (Matczynski), Мазидловские (Mazidlowski), Мончинские (Maczynski), Миановские (Mianowski), Мендзылевские (Miedzyleski, Miedzylewski), Мерницкие (Miernicki), Мержинские (Mierzynski), Метельские (Mietelski), (W), Миколаек (Mikolajek), Миляновские (Milanoski, Milanowski), Милевские (Milewski), Миленцкие (Milecki, Milacki), Милодровские (Milodrowski), Мирославские (Miroslawski), Мирошевские (Miroszewski), Мирские (Mirski), Мирж (Mirz), Мишино (Miszyno), Мневские (Mniewski), Модленские (Modlenski), Модржевские (Modrzewski), Модржицкие (Modrzycki), Модржинские (Modrzynski), Мойковские (Mojkowski, Moykowski), Мойские (Mojski, Moyski), Мончунские, Морхоновичи (Morchonowicz), Морские (Morski), Мосаковские (Mosakowski), Мосцицкие (Moscicki), Моссаковские (Mossakowski), Мщуй (Mszczuj, Mszczuy), Мшишевские (Msziszewski), Мыслинские (Myslinski), Мыслишевские (Mysliszewski), Мысловские (Myslowski), Мыстковские (Mystkowski), Мысыровичи (Mysyrowicz), маркграфы и дворяне Мышковские (Myszkowski), Нагора (Nagora), Нагорка (Nagorka), Насенгневские (Насигневские, Nasiegniewski, Nasigniewski), Насиловские (Nasilowski), Неч (Necz), Нич (Nicz, Nycz), Недровские (Niedroski, Niedrowski), Негоцкие (Niegocki), Негошевские (Niegoszewski), Немиры (Nemir, Niemira, Niemiera, Niemira Niemirowicz, Niemiro), Немировичи (Niemirowicz), Немста (Niemsta), Немыгловские (Niemyglowski), Немыские (Niemyski), Неселовские (Niesiolowski), Несмерские (Niesmierski), Невенгловские (Niewegloski, Nieweglowski), Нездровские (Niezdrowski), Ноневские (Noniewski), Новевские (Nowiewski), Новерские (Nowierski), Новомейские (Nowomiejski), Нововейские (Nowowiejski, Nowowieski, Nowowieyski), Обловы (Обломы, Oblom, Oblow), Обнинские (Obniski, Obninski z Obniza), Оцеские (Ocieski), Олизаровские (Olizarowski), Ольшанские (Olszanski), Ольшовские (Olszowski), Опатковские (Opatkowski), Опоевские (Opojewski), Опольские (Opolski), Орловские (Orlowski), Осецкие (Osiecki), Пабяновские (Pabianowski), Пачинские (Paczinski), Пачовские (Paczoski, Paczowski), Пачуские (Paczuski), Пачинские (Paczynski), Пакоши (Pakosz), Паковские (Pakowski), Пальчицкие (Palczycki), Палькевичи (Palkiewicz), Папеские (Papieski), Папроцкие (Paprocki), Парульские (Parulski), Пашкевичи (Paszkiewicz), Пончковские (Paczkowski), Пелчевские (Pelczewski), Пелчицкие (Pelczycki), Пелчинские (Pelczynski), Пелка (Pelka), Пелковские (Pelkowski), Пержановские (Perzanowski), Пешковские (Peszkowski), Пет (Pet, Pett), Пенцлавские (Peclawski), Пентковские (Petkowski), Пенчиковские (Pienczykowski), Персницкие (Piersnicki), Першхала (Pierszchala), Пешковские (Pieszkowski), Петкевичи (Pietkiewicz), Пильх (Pilch), Пильховские (Pilchowski), графы и дворяне Пининские (Pininski), Пиотровские (Петровские, Piotrowski), Пироцкие (Pirocki), Плахецкие (Plachecki), Пневские (Pniewski), Поликовские (Polikowski), Польковские (Polkowski), князья и дворяне Полубинские (Polubinski), Поплавские (Poplawski), Порчинские (Porczynski), Поремба (Poreba), Порочинские (Poroczynski), Повчовские (Powczowski), Прейсс (Preiss, Preisz), Прокули (Prokuli), Протасовичи (Protasowicz, Protasowicz-Ostrowski), Проташевичи (Protaszewicz), Прусские (Pruski), Пржановские (Przanowski), Пршедпельские (Przedpelski), Пржедпольские (Przedpolski), Пржедзинские (Przedzynski), Пржегалинские (Przegalinski), Пржерадские (Przeradzki), Пржестржельские (Przestrzelski), Псарские (Psarski, Psarski z Psar), Пщулковские (Pszczolkowski), Пшонка (Pszonka), Раханские (Rachanski), Раценские (Raciaski), Рацибор (Racibor), Рациборовские (Raciborowski), Рачковские (Raczkowski), Рачинские (Raczynski), Радицкие (Radicki), Рамотовские (Ramotowski), Рашковские (Raszkowski), Ратайские (Ratajski), Ребицкие (Rebicki), Рембевские (Rembiewski, Rebiewski), Рембишевские (Rembiszewski, Rebieszowski), Рембовские (Rembowski), Рембецкие (Rebiecki), Радецкие (Radecki), Родзевичи, Рогальские (Rogalski), Роговские (Rogowski), Рогульские (Rogulski), Рокичан (Rokiczan), Романовские (Romanowski), Росаинские (Rosainski), Роткевичи (Rotkiewicz), Розембарские (Rozembarski), Розницкие (Roznicki), Розновские (Roznowski), Руцкие (Rucki), Рудницкие (Rudnicki), Рыбчинские (Rybczynski), Рыхловские (Rychlowski), Рыфинские (Ryfinski), Рынские (Rynski), Рытвянские (Rytwianski), Рытвинские (Rytwinski), Ржазевские (Rzazewski), Ржестковские (Rzestkowski), Садло (Sadlo), Садзинские (Sadzynski), Сайдак (Sajdak), Саевичи, Саломон (Salomon), Санцевичи (Sancewicz), Сарбские (Sarbski), Сарнавские (Sarnawski), Сасевичи (Sasiewicz), Сасимские (Sasimski), Сасины (Sasin), Сасиновские (Sasinowski), Сасинские (Sasinski), Савицкие (Sawicki), Сапрыка (Sapryka), Сондзинские (Sadzynski), Сецемские (Secemski), Серафини (Serafini), Сэндзиковские (Sedzikowski), Сенк (Sek), Сеньковские (Sękowski), Сементковские (Siemiatkowski, Siemientkowski, Siemietkowski), Сестржевитовские (Siestrzewitowski), Сикорские (Sikorski), Симовские (Simowski), Скабаевские (Skabajewski), Склодовские (Sklodowski), Скоповские (Skopowski), Скорчицкие (Skorczycki), Скоровские (Skorowski, Skopowski), Скурские (Скорские, Skorski), Скорыцкие (Skorycki), Сковронские (Skowronski), Скродские (Skrodzki), Скржешевские (Skrzeszewski), Скршетульские (Skrzetuski), Скржипковские (Skrzypkowski), Скржишовские (Skrzyszowski), Скубаевские (Skubajewski), Скубневские (Skubniewski), Скурские (Skurski), Слабковские (Slabkowski), Сладковские (Sladkowski), Славенцкие (Slawecki), Славицкие (Slawicki), Славец (Slawiec), Слодковские (Slodkowski), Слугоцкие (Slugocki), Слугоские (Slugoski), Смольские (Smolski), Собичовские (Sobiczowski), Соколинские (Sokolinski), Сокольницкие (Sokolnicki, Sokolnicki Anasik Anasinski), Сомовские (Somowski), Сроковские (Srokowski), Становские (Stanowski), Старчевские (Starczewski), Ставинские (Stawinski), Ставиские (Stawiski), Ставские (Stawski), Степницкие (Stepnicki), Стоковские (Stokowski), Страховские (Strachowski), Страдовские (Stradowski), Струпчевские (Strupczewski), Струзинские (Struzynski), Стршелецкие (Strzelecki), Стршембоши (Strzembosz), Стржешковские (Strzeszkowski), Стржижовские (Strzyzowski), Стуженские (Stuzenski), Сухорабские (Suchorabski), Сухорские (Suchorski), Сулачевские (Sulaczewski), Суленские (Sulenski), Сулинские (Sulinski), Сумовские (Sumowski), Шалавские (Szalawski), Шановские (Szanowski, Saknowski), Шантыр (Szantyr), Шашевичи (Szaszewicz), Шашевские (Szaszewski), Щемские (Szczemski, Sczemski), Щепановские (Szczepanowski), Щепанские (Szczepanski), Щепковские (Szczepkowski, Sczepkowski), Щенсновичи (Szczesnowicz), Щит (Szczyt, Sczyt), Щитовские (Szczytowski), Шебишовские (Szebiszowski), Шечемские (Szeczemski), Шокальские (Szokalski), Шоманские (Szomanski), Шуленские (Szulenski), Шумские (Szumski), Швабы (Szwab), Швабовичи (Szwabowicz), Шваны (Szwan), Шидловские (Szydlowski), Шимонские (Szymonski), Сциборв (Scibor), Слизь (Sliz), Смёдовские (Smiodowski), Свёнтецкие (Swiatecki), Свенцицкие (Swiecicki), Тачановские (Taczanoski, Taczanowski), Талаты, Талатовичи, Танские (Tanski), Тарнавецкие (Tarnawiecki), Темберские (Temberski), Темпские (Tempski), Тлокинские (Tlokinski), Тлубицкие (Tlubicki), Тлубинские (Tlubinski), Тлугицкие (Tluhicki), Томчицкие (Tomczycki), Трояны (Trojan), Тржцинские (Trzcinski), Тржебинские (Trzebienski, Trzebinski), Тржецкие (Trzecki), Тржепенские (Trzepienski.), Тршепинские (Trzepinski), Тржешевские (Trzeszewski), Турлай (Turlay), Творжанские (Tworzyanski), Тымицкие (Tymicki), Тыницкие (Tynicki), Ухачи (Uchacz), Уханские (Uchanski), Уфнярские (Ufniarski), Улятовские (Ulatowski), Узнанские (Uznanski), Вавравские, Вачевские (Waczewski, Waczowski), Вачковские (Waczkowski), Вадашинские (Wadaszynski), Вага (Waga), Валишевские (Waliszewski), Вашковские (Waszkowski), Вавровские (Wawrowski), Важенские (Wazenski), Важинские (Wazynski), Вондолковские (Wadolkowski), Вонкчевские (Wakczewski), Венгловские (Weglowski), Венсерские (Wesierski), Венжик (Wezyk), Верцишевские (Wierciszewski), Вернек (Wiernek), Вержбицкие (Wierzbicki), Вержбинские (Wierzbinski), Вержбовские (Wierzbowski), Вержхницкие, Вевецкие (Wiewiecki), Викторовские (Wiktorowski), Вирожепские (Wirozepski), Вищинские (Wiszczynski), Витославские (Witoslawski), Витовские (Witowski), Витунские (Witunski), Витынские (Witynski), Внучек (Wnuczek), Внук (Wnuk), Водзинские (Wodzinski, Wodzynski), Войцеховские (Wojciechowski), Волецкие (Воленцкие, Wolecki), Волицкие (Wolicki), Волинские (Wolinski), Вольские (Wolski), Волунские (Wolunski), Вораинские (Worainski), Вроблевские (Wroblowski), Врониковские (Wronikowski), Выдзги (Wydzga), Выгбанские (Wygbanski), Выковские (Wykowski), Выроземские (Wyrozemski), Вырожембские-Кунаты (Wyrozebski Kunat), Выржиковские (Wyrzykowski), Вышковские (Wyszkowski), Вздульские (Wzdulski), Ксенжские (Xiazki, Xiazski), Ксенжопольские (Xiezopolski), Забавские (Zabawski), Забержовские (Zabierzowski, Zebierzowski), Задорские (Zadorski), Загорские (Zagorski), Заковские (Zakowski), Закршевские (Zakrzewski), Залесицкие (Zalesicki), Залеские (Zaleski), Залевские (Zalewski), Залиславские (Zalislawski), Заменские (Zamienski), Зарские (Жарские, Zarski), Заржечные (Zarzeczny), Заславские (Zaslawski), Завадзицкие (Zawadzicki), Завадские (Zawadzki), Завицкие (Zawicki), Завидовские, Завидские (Zawidzki), Завильские (Zawilski), Завистовские (Zawistowski), Зайковские (Zaykowski), Зберовские (Zberowski), графы и дворяне Зборовские (Zborowski, Zborowski z Rytwian), Зборженские (Zborzenski), Зданы (Zdan), Здановичи (Zdanowicz), Здуновские (Zdumoski, Zdunoski, Zdunowski), Здзержек (Zdzierzek), Здзешек (Zdzieszek), Зегневские (Zegniewski), Зендзян (Zendzian), Зендзяновские (Zendzianowski), Зелезинские (Zielezinski), Зелинские(Zielinski) Зелёнка (Zielonka), Зубы (Zub), Жаковские (Zakowski), Жегоцкие (Zegocki), Желязовские (Zelazowski), Жерег (Zereg, Zerek), Жерновские (Zernowski), Змиевские (Zmijewski), Жулковские (Жолковские, Zolkowski), Жуб-Здановичи (Zub-Zdanowicz), Жуковские (Zukowski), Жиковские (Zykowski), Жимирские (Zymirski), Житкевичи (Zytkiewicz).
- Ястржембец изм.: Абрамовичи (Абрагамовичи, Abramowicz, Abrahamowicz), Бэлза (Belza), Бернатовичи (Bernatowicz), Бржозовские (Brzozowski), Боровские (Borowski), Домарадские (Domaradzki), Домашевские (Domaszewski), Дронговские (Dragowski), Габиш (Habisch), Керские (Kierski), Керсновские (Kiersnowski), Кержновские (Kierznowski), Кочанские (Koczanski), Лемницкие (Lemnicki), Мацкевичи (Mackiewicz), Маевские (Majewski), Полубинские (Polubinski), Рокичаны (Rokiczan), Рудницкие (Rudnicki), Шашевские (Szaszewski), Турлай (Turlaj), Вашковские (Waszkowski) Саевичи (Saeviczi)
- Ястшембец II: Капицы (Kapica).
- Ястшембец III: Мерчинские (Mierczynski).
- Ястшембец IV: Унержинские (Unierzycki, Unierzyski).
- Ястшембец V: Ячинские (Jaczynski).
- Ястшембец VI: Грембарские (Grebarski), Грембецкие (Grebecki).
- Ястшембец VII: Глищинские (Gliszczynski).
- Ястшембец VIII: Немыские (Niemyski).
- Ястшембец IX: Велиновичи (Welinowicz).
- Ястшембец X: Козловские (Kozlowski).
- Ястшембец XI (Камиона, Kamiona): Зелёнки (Zielonka).